# Park Narodowy Bosque de Fray Jorge
Park Narodowy Bosque de Fray Jorge – chilijski park narodowy leżący na terenie regionu Coquimbo w prowincji Limarí. Utworzony został w roku 1941. Ma powierzchnię 9959 hektarów. Od roku 2010 uznawany przez BirdLife International za IBA, a od roku 1977 uznawany jest również za rezerwat biosfery.
W nazwie parku bosque oznacza z hiszpańskiego las, natomiast Fray Jorge był pierwszym Europejczykiem, który dotarł na te tereny, miało to miejsce w roku 1672; był franciszkaninem.

## Warunki naturalne
Park narodowy obejmuje lasy Fray Jorge na terenie Kordyliery Nadbrzeżnej. Od zachodu ograniczony jest Oceanem Spokojnym, zaś od południa rzeką Limarí. Najwyższym punktem parku jest Punta del Viento (667 m n.p.m.). W parku na obszarze półpustynnym przeważa roślinność typu matorral. Suma opadów w parku wynosi około 113 mm rocznie. Obecny jest tu także las waldiwijski.

## Flora
Poza półpustynnym matorralem, w PN Bosque de Fray Jorge występują również zadrzewienia z endemicznymi dla Chile drzewami Azara celastrina, Lithraea caustica i Porlieria chilensis; występuje także Schinus latifolius. W części pokrytej przez matorral występują m.in. Senna cumingii, Fuchsia lycioides i endemiczny dla państwa zagrożony kaktus Echinopsis coquimbana. W nadrzecznych ekosystemach rosną przedstawiciele Baccharis, wierzb (Salix), rdestnica grzebieniasta (Potamogeton pectinatus) i wywłócznik brazylijski (Myriophyllum aquaticum).

## Fauna
Na obszarze tego parku narodowego występuje niewiele gatunków ssaków, w tym kolpeo (Dusicyon culpaeus) i lis argentyński (Pseudalopex griseus), wydra morska (Enhydra lutris), koszatniczka pospolita (Octodon degus), surillo andyjski (Conepatus chinga), ocelot pampasowy (Leopardus pajeros) i szynszyla mała (Chinchilla lanigera).

## Awifauna
Na obszarze parku występuje około 80 gatunków ptaków. Do endemitów Chile zasiedlających Park Narodowy Bosque de Fray Jorge należą kusacz chilijski (Nothoprocta perdicaria), turko wąsaty (Pteroptochos megapodius), krytonos białogardły (Scelorchilus albicollis), koszykarek ciemnosterny (Pseudasthenes humicola) i przedrzeźniacz chilijski (Mimus thenca). Prócz tego występują m.in. wojak długosterny (Sturnella loyca), diuka białogardła (Diuca diuca), elenia białoczuba (Elaenia albiceps), nadobniczka biało-niebieska (Tachycineta leucopyga), drozd falklandzki (Turdus falcklandii), starzykowiec południowy (Curaeus curaeus), epoletnik żółtoskrzydły (Agelasticus thilius), pasówka obrożna (Zonotrichia capensis) i górochruściak śniady (Phrygilus fruticeti).